# دخل امعشر (المضاربة والعارة)

تعديل مصدري - تعديل

دخل امعشـر هي إحدى قرى عزلة المضاربة بمديرية المضاربة والعارة التابعة لمحافظة لحج، بلغ تعداد سكانها 104 نسمة حسب تعداد اليمن لعام 2004.